# Agyphantes sajanensis
Agyphantes sajanensis är en spindelart som först beskrevs av Kirill Yeskov och Yuri M. Marusik 1994.  Agyphantes sajanensis ingår i släktet Agyphantes och familjen täckvävarspindlar. Inga underarter finns listade i Catalogue of Life.